# 4038 Kristina
A 4038 Kristina (ideiglenes jelöléssel 1987 QH2) a Naprendszer kisbolygóövében található aszteroida. Eric Walter Elst fedezte fel 1987. augusztus 21-én.